# Huea
Huea is een geslacht van korstmossen dat behoort tot de orde Lecanorales van de ascomyceten. Het geslacht is beschreven Carroll William Dodge and Gladys Elizabeth Baker en in 1938 voor het eerst geldig gepubliceerd. De typesoort is Huea flava.

## Soorten
Volgens Index Fungorum telt het geslacht 25 soorten (peildatum januari 2023):
| Soortnaam               | Auteur(s)                     | Publicatiejaar |
| ----------------------- | ----------------------------- | -------------- |
| Huea albidocoerulescens | (Müll. Arg.) C.W. Dodge       | 1971           |
| Huea albidofusca        | (Nyl.) C.W. Dodge             | 1971           |
| Huea aspicilioidea      | (Zahlbr.) C.W. Dodge          | 1971           |
| Huea austroshetlandica  | (Zahlbr.) C.W. Dodge          | 1973           |
| Huea cerussata          | (Hue) C.W. Dodge & G.E. Baker | 1938           |
| Huea comorensis         | (Zahlbr.) C.W. Dodge          | 1971           |
| Huea confluens          | (Müll. Arg.) C.W. Dodge       | 1971           |
| Huea coralligera        | (Hue) C.W. Dodge & G.E. Baker | 1938           |
| Huea cretacea           | (Müll. Arg.) C.W. Dodge       | 1971           |
| Huea diphyella          | (Nyl.) C.W. Dodge             | 1948           |
| Huea flava              | C.W. Dodge & G.E. Baker       | 1938           |
| Huea grisea             | (Vain.) I.M. Lamb             | 1968           |
| Huea imponens           | (Stizenb.) C.W. Dodge         | 1971           |
| Huea lactescens         | (Leight.) C.W. Dodge          | 1971           |
| Huea leptospora         | (Zahlbr.) C.W. Dodge          | 1971           |
| Huea maurula            | (Müll. Arg.) C.W. Dodge       | 1971           |
| Huea obliquans          | (Nyl.) C.W. Dodge             | 1971           |
| Huea polioterodes       | (J. Steiner) C.W. Dodge       | 1971           |
| Huea punicae            | (Vain.) C.W. Dodge            | 1971           |
| Huea seductrix          | (Stizenb.) C.W. Dodge         | 1971           |
| Huea smaragdula         | C.W. Dodge                    | 1948           |
| Huea sorediata          | Øvstedal                      | 2001           |
| Huea stuhlmannii        | (Müll. Arg.) C.W. Dodge       | 1971           |
| Huea suspicax           | (Stizenb.) C.W. Dodge         | 1971           |
| Huea variabilis         | (Müll. Arg.) C.W. Dodge       | 1971           |